# Een Goed Jaar
Een Goed Jaar is een Vlaamse televisieserie die werd geregisseerd door Kadir Balci. Voor deze serie werkte hij samen met scenaristen Jean-Claude van Rijckeghem en Pierre De Clercq met wie hij al eerder samenwerkte voor de serie Amigo's. 
De serie was vanaf 23 juli 2020 beschikbaar op Videoland en vanaf 8 juni 2022 op Streamz. Bij het tweede Cannes Drama Creative Forum werd de serie als één van 12 projecten uit 376 inzendingen uit 41 landen geselecteerd. Johny Voners is maffiabaas Michel Greven en heeft in de serie zijn allerlaatste rol voor zijn overlijden.

## Verhaal
Erik en Lenny vinden in een huis in de Ardennen een verborgen kelder. In deze kelder liggen wapens en wijn uit de Tweede Wereldoorlog. Aangezien beide mannen in geldnood zitten, proberen ze  de wijn te verkopen aan een Brusselse antiquair door hem ervan te overtuigen dat de wijn van Adolf Hitler was.

## Rolverdeling[3]
| Acteur            | Personage          |
| ----------------- | ------------------ |
| Boris Van Severen | Lenny Stassen      |
| Jurgen Delnaet    | Erik Cruysmans     |
| Frances Lefebure  | Rosy Greven        |
| Joke Devynck      | Judith Van Capelle |
| Burak Balci       | Zias               |
| Jeroen Perceval   | Victor             |
| Matthieu Sys      | Osmar              |
| Inge Paulussen    | Claire             |
| Maarten Ketels    | Nathan             |
| Jean-Benoît Ugeux | Tristan            |
| Femke Vanhove     | Fleur Cruysmans    |
| Johny Voners      | Michel Greven      |
| Kürt Rogiers      | Sven Tieleman      |